# Aidia micrantha
Aidia micrantha är en måreväxtart som först beskrevs av Karl Moritz Schumann, och fick sitt nu gällande namn av Arthur Allman Bullock och Frank White. Aidia micrantha ingår i släktet Aidia och familjen måreväxter.

## Underarter
Arten delas in i följande underarter:
- A. m. acarophyta
- A. m. congolana
- A. m. micrantha
- A. m. msonju
- A. m. zenkeri